# I Wish You Would
I Wish You Would est une chanson de blues écrite et enregistrée par Billy Boy Arnold. Elle est sortie en single en juin 1955 sur le label Vee-Jay Records.
Elle a notamment été reprise par le groupe de blues rock anglais The Yardbirds sur leur premier single en 1964.

## Musiciens
- Billy Boy Arnold : chant, harmonica
- Jody Williams : guitare
- Milton Rector : basse
- Earl Phillips : batterie

## Reprises
- 1964 : The Yardbirds en single
- 1967 : John Hammond sur l'album I Can Tell
- 1971 : Black Widow en single
- 1971 : Canned Heat sur l'album Live at Topanga Corral
- 1973 : David Bowie sur l'album Pin Ups
- 1976 : Hot Tuna sur l'album Hoppkorv (en)
- 1982 : Sweet sur l'album Identity Crisis
- 2015 : Tom Jones sur l'album Long Lost Suitcase (en)